# Semur-en-Auxois

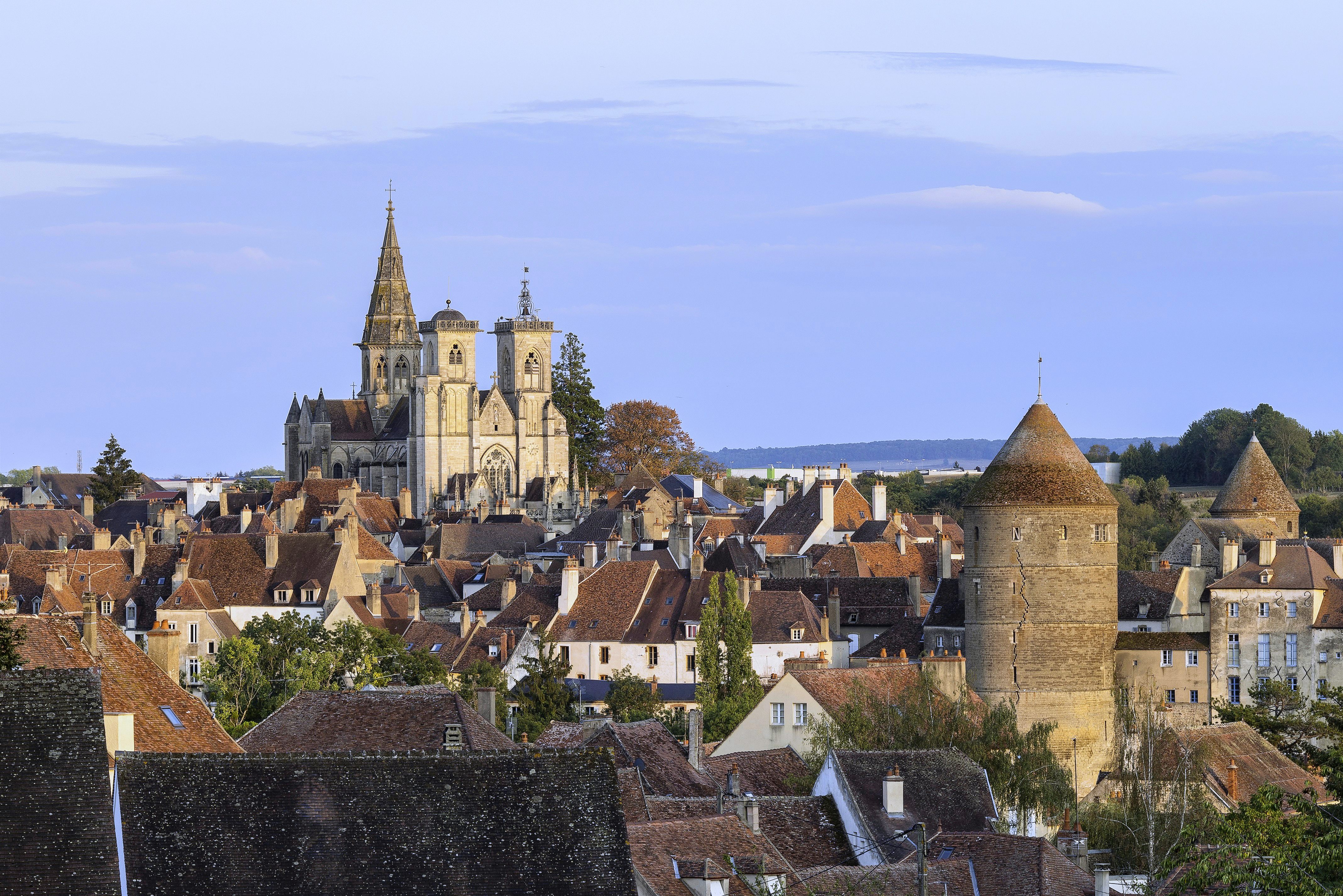
Ansicht von Nordwesten mit der Stiftskirche Notre-Dame

Semur-en-Auxois [səmyʁ ɑ̃n‿o(k)swa] ist eine französische Stadt mit 4027 Einwohnern (Stand 1. Januar 2022) im Westen des Départements Côte-d’Or im Zentrum der Region Bourgogne-Franche-Comté.

## Geographie
Semur-en-Auxois liegt zwischen Auxerre und Dijon am Armançon in der Landschaft Auxois. Die Gemeinde ist umgeben von den Vorbergen des Morvan, den Ebenen des Châtillonnais und der Landschaft Autunois.

## Geschichte
Als sich Frankreich im Zweiten Weltkrieg unter deutscher Besatzung befand, nahmen die Deutschen einen jungen Primarschullehrer in Semur-en-Auxois fest, als er gerade Unterricht gab und brachten ihn nach Dijon. Dort erschossen sie ihn und drei weitere junge Lehrer am 7. März 1942.

## Bevölkerungsentwicklung
| Jahr                       | 1962 | 1968 | 1975 | 1982 | 1990 | 1999 | 2007 | 2016 |
| Einwohner                  | 3399 | 3812 | 4334 | 4619 | 4545 | 4453 | 4195 | 4132 |
| Quellen: Cassini und INSEE |      |      |      |      |      |      |      |      |

## Sehenswürdigkeiten

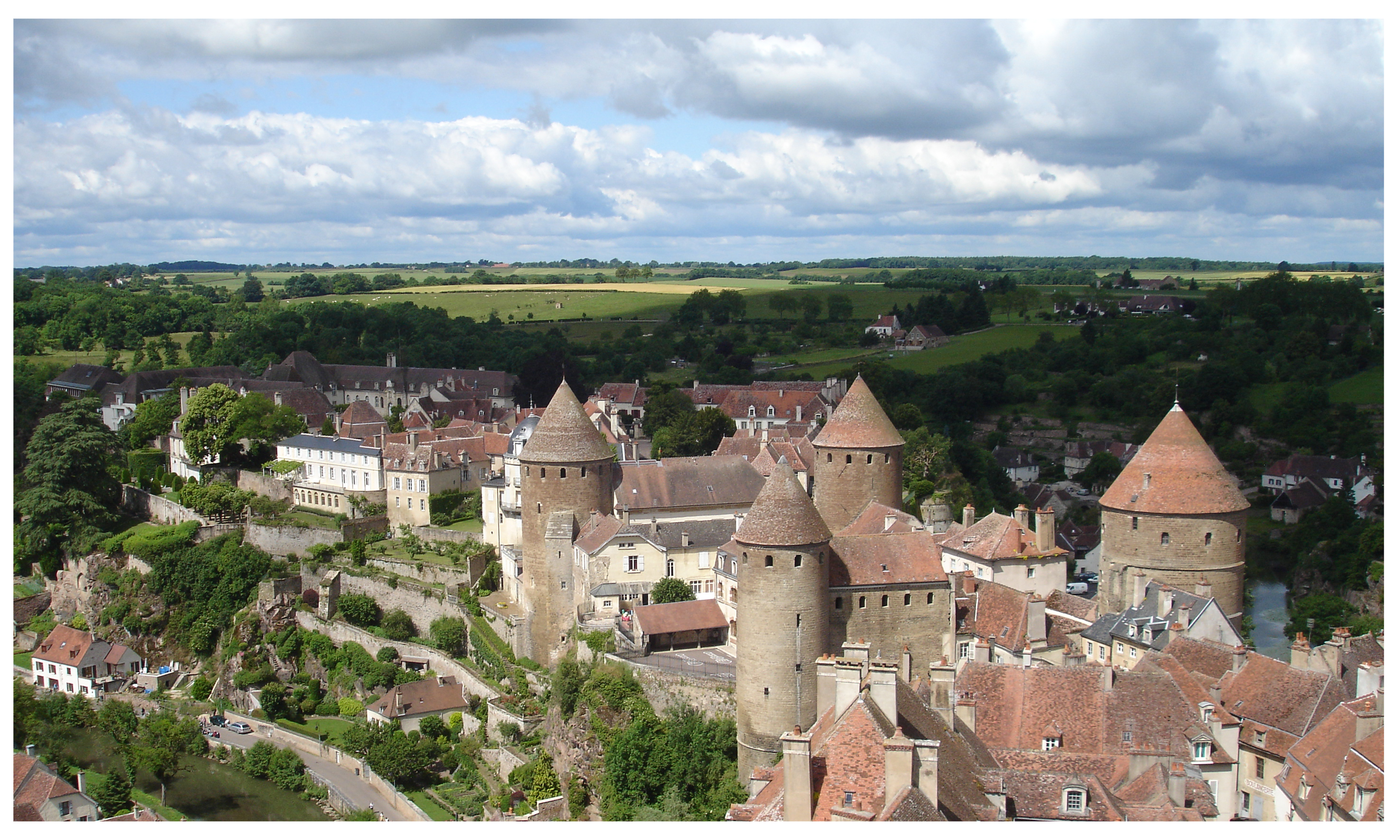
Ehemalige Burg, genannt „Donjon“

- Die Stiftskirche Notre-Dame: Errichtet im Jahr 1225 wurde sie in späterer Zeit häufig verändert, insbesondere im  19. Jahrhundert unter Eugène Viollet-le-Duc. Die Fassade stammt jedoch aus dem 14. Jahrhundert.
- Die Porte Sauvigny, ein ehemaliges Stadttor
- Die vier noch erhaltenen Rundtürme der ehemaligen, auch „Donjon“ genannten Burg; bis zu seinem Tod unter der Guillotine im Jahr 1793 war sie im Besitz Louis Marie Florent du Châtelets.
- Der Pont Joly, eine Brücke mit einem malerischen Blick auf die Stadt

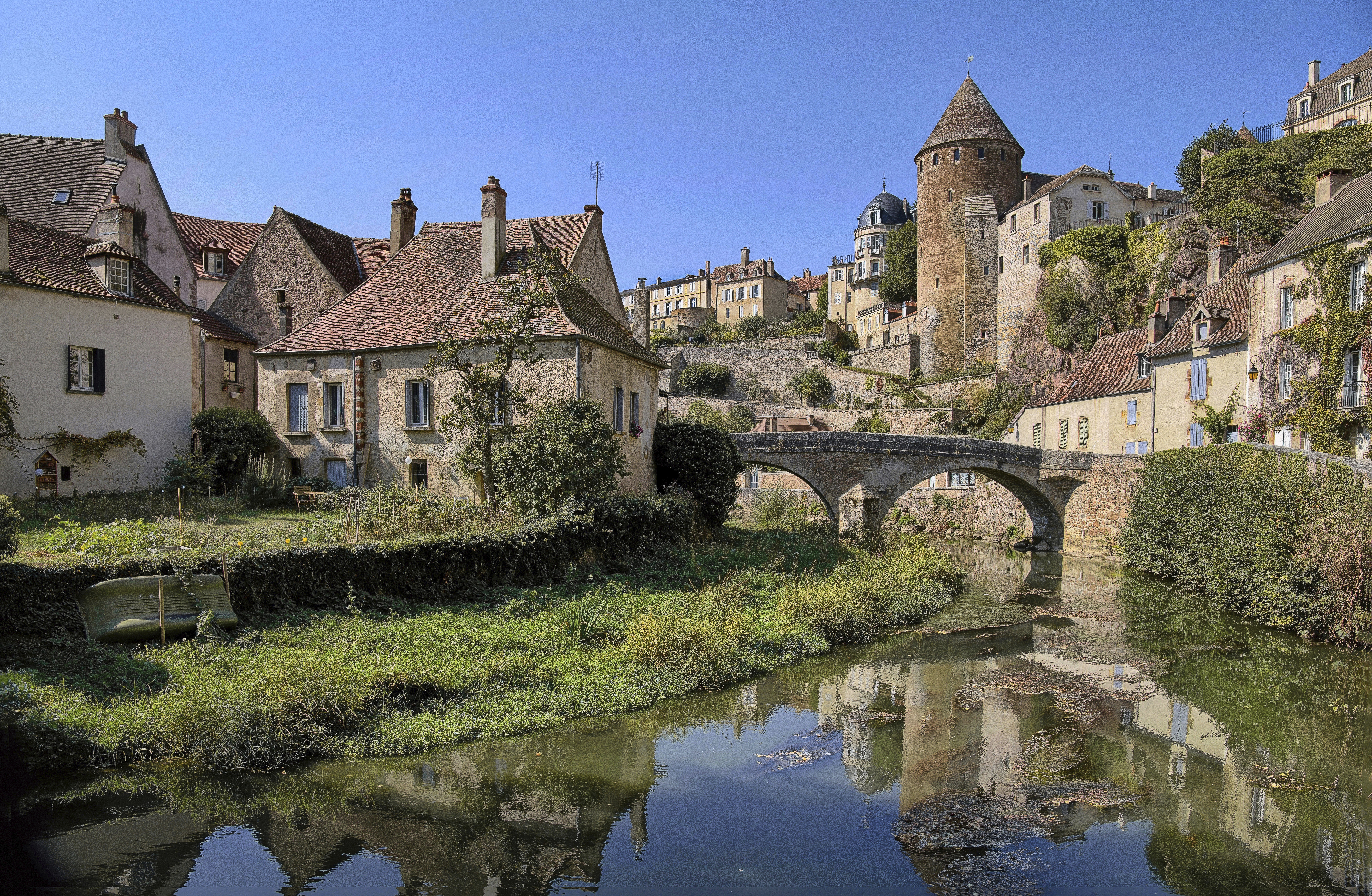
Der Armançon und die Brücke Pont Pinard
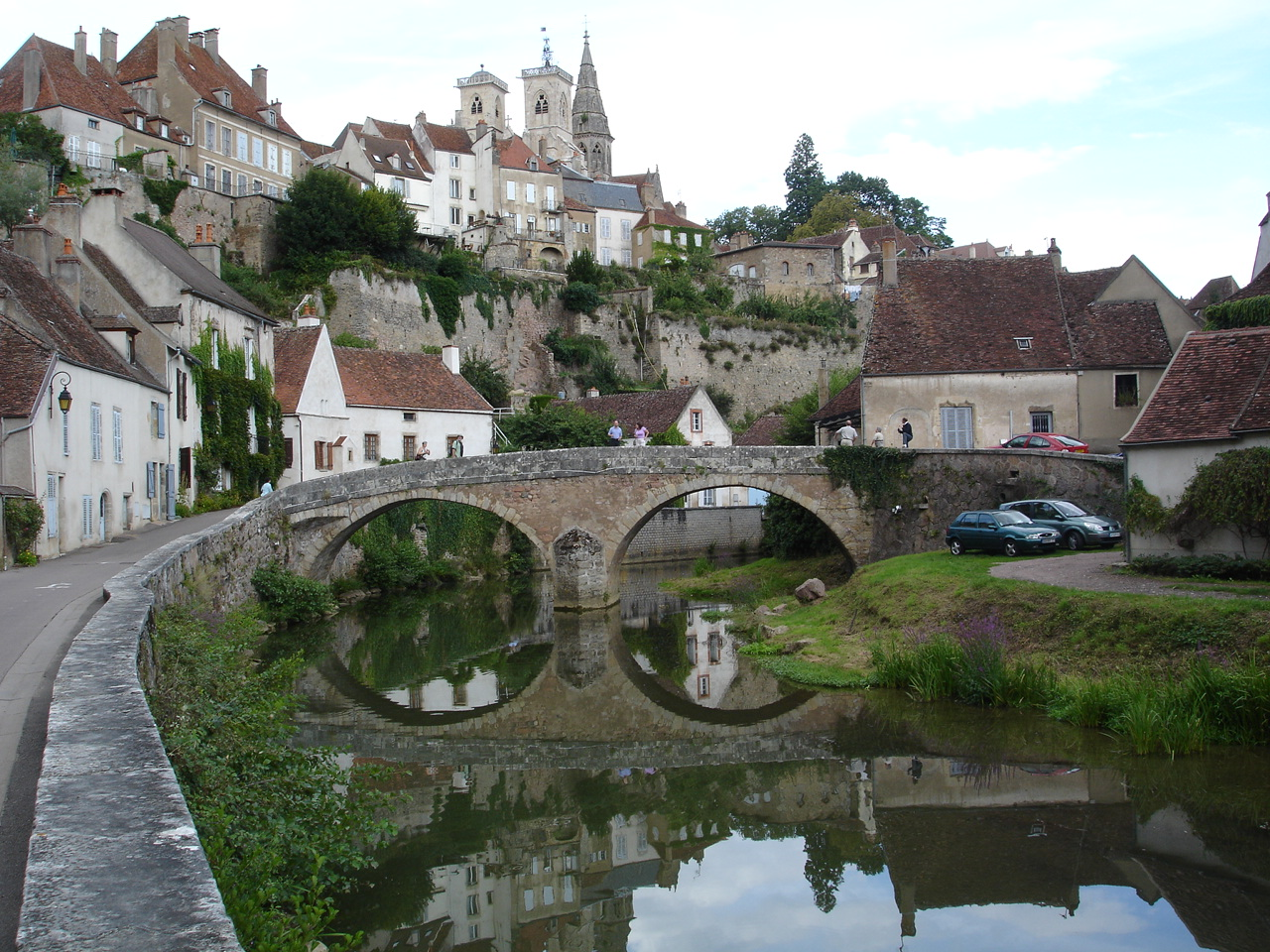
Der Pont Pinard von Westen
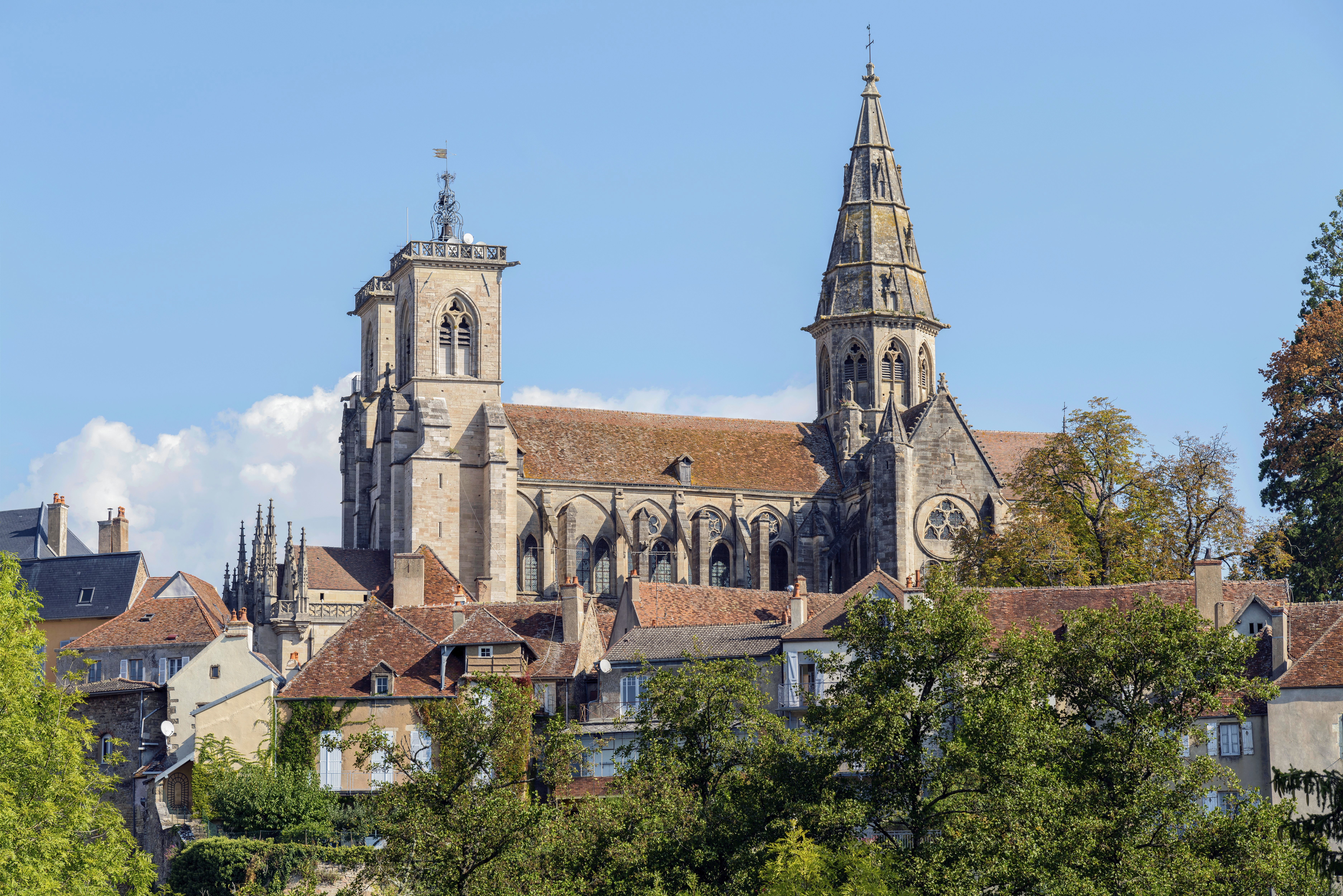
Stiftskirche Notre-Dame
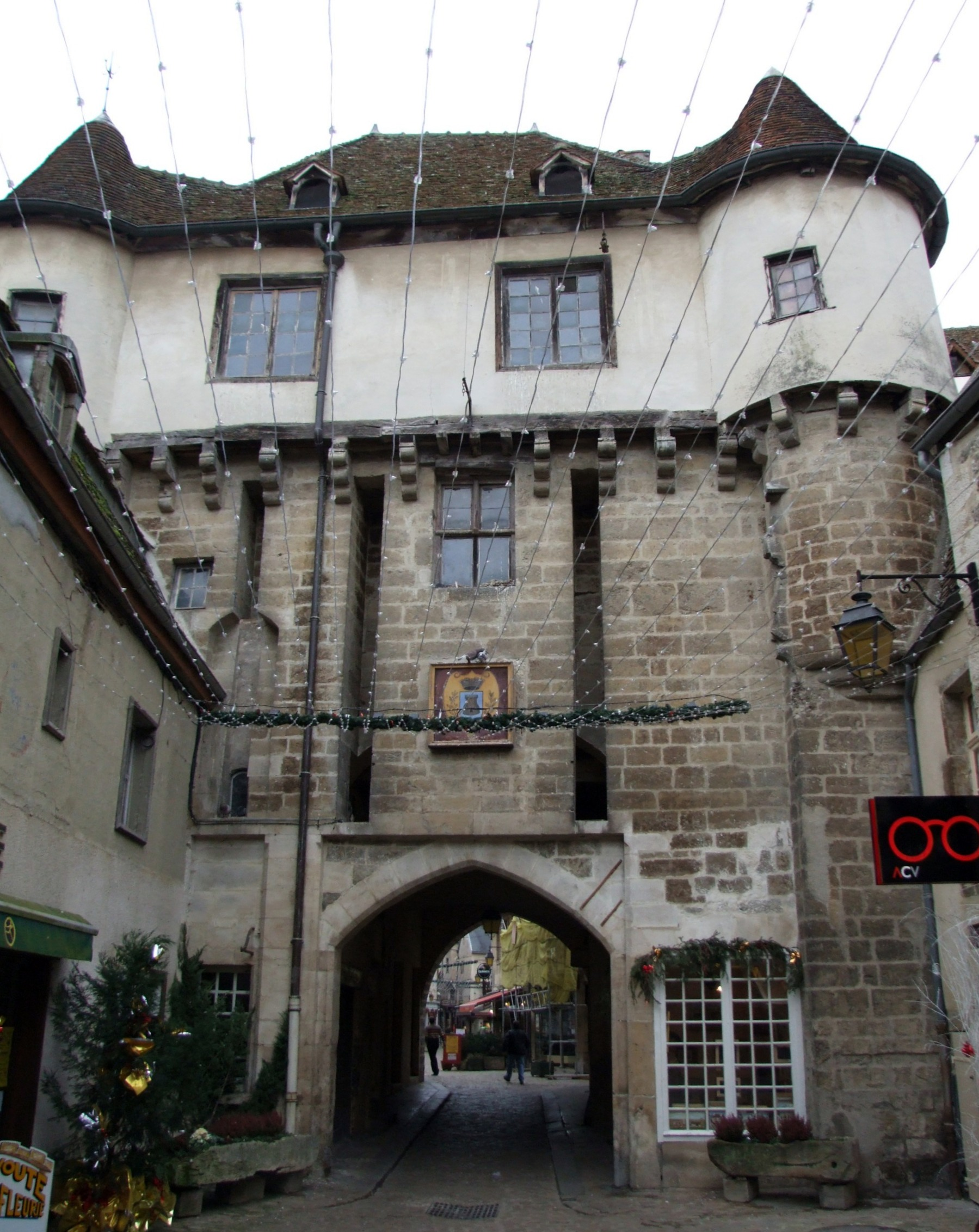
Stadttor Porte Sauvigny
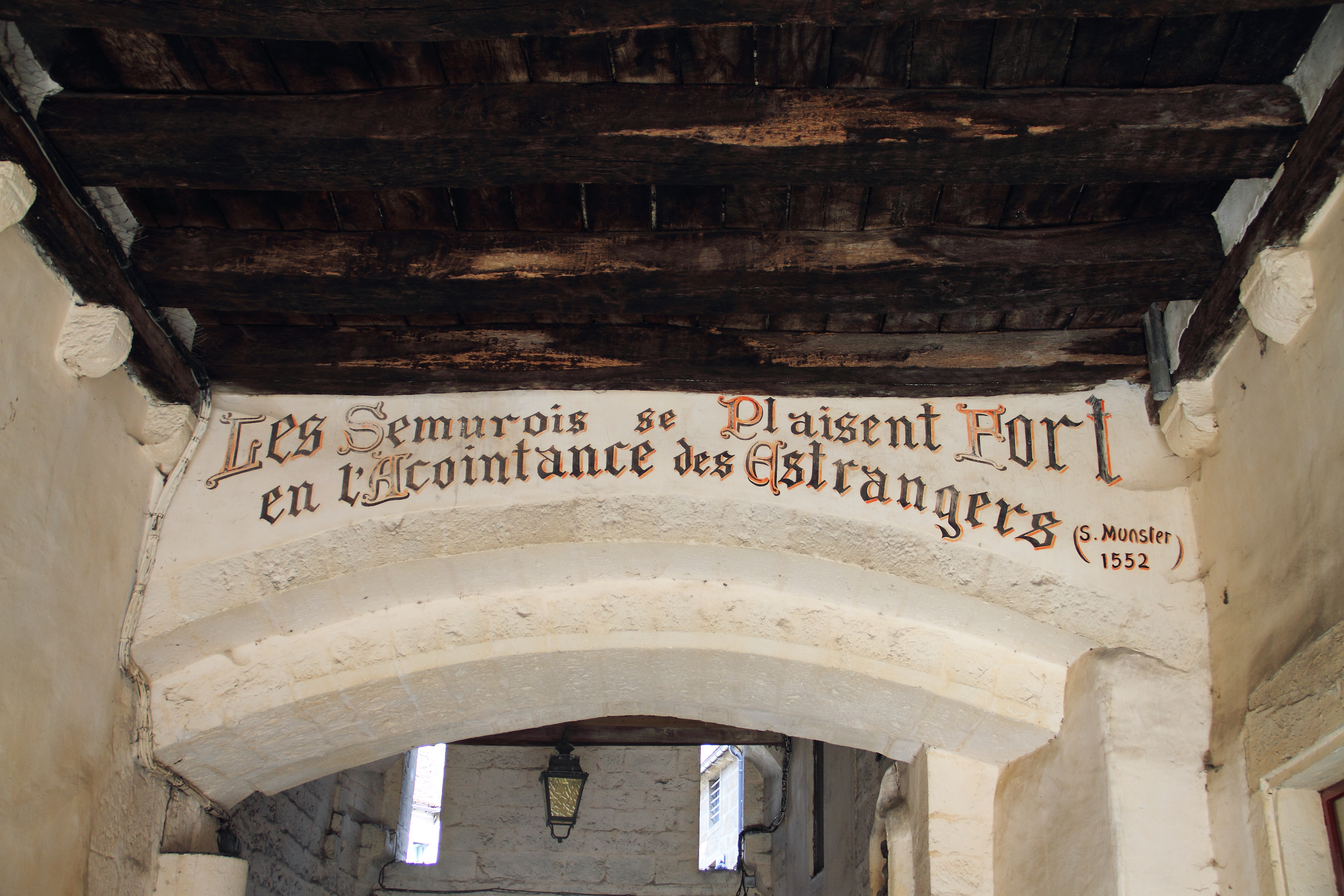
Semur hat sich einen Ausspruch Sebastian Münsters zum Motto am Stadttor erkoren[Anm. 1]

## Verkehr
Der Bahnhof von Semur-en-Auxois ist stillgelegt, nächste Bahnstation ist Les Laumes-Alésia in Venarey-les-Laumes in 15 km Entfernung. Sie wird von Regionalzügen des TER Bourgogne-Franche-Comté (Richtungen Dijon, Lyon und Paris) bedient. In 18 km Entfernung liegt der Bahnhof Montbard, ebenfalls an der Bahnstrecke Paris–Marseille. Dort halten neben den Regionalzügen TGV-Hochgeschwindigkeitszüge der Relation Paris–Dijon (Fahrzeit von/nach Paris-Gare-de-Lyon 1 h).
In Semur-en-Auxois kreuzen sich Departementsstraßen D 980 (Châtillon-sur-Seine–Saulieu) und D 954. Südlich der Stadt verläuft die Autobahn A 6 (Autoroute du Soleil), die nächste Anschlussstelle ist Bierre-lès-Semur (Nr. 23), 9 km vom Stadtzentrum entfernt.

## Gemeindepartnerschaft
- Höhr-Grenzhausen im Westerwald, Deutschland

## Sonstiges
Semur-en-Auxois war Drehort der Komödie Fisch oder Fleisch mit Louis de Funès aus dem Jahr 1958.

## Söhne- und Töchter der Stadt
- Gabrielle Suchon (1632–1703), Philosophin
- Louis Marie Florent du Châtelet (1727–1793), Lieutenant-général und Diplomat
- Louis Colas (1888–1949), Autorennfahrer